# Lyfe Jennings
Pour les articles homonymes, voir Lyfe et Jennings.
Lyfe Jennings, de son vrai nom Chester Bamsu Jennings, est un chanteur-producteur et musicien américain.

## Discographie

### Singles
Solo
- 2004 : "Stick Up Kid"
- 2005 : "Must Be Nice"
- 2006 : "Hypothetically" (featuring Fantasia)
- 2006 : "S.E.X." (featuring LaLa Brown)
- 2006 : "Let's Stay Together"
- 2008 : "Cops Up (Remix)"  (featuring Jim Jones)
- 2008 : "Never Never Land"
- 2008 : "Will I Ever"
- 2009 : "Haters"
- 2009 : "Work" (featuring Fabolous)
- 2009 : "If I Knew Then"
- 2010 : "Busy"
- 2010 : "Statistics"

En collaboration
- 2004 : "Cold Outside" (Jin Au-Yeung feat. Lyfe Jennings)
- 2006 : "Freeze" (LL Cool J feat. Lyfe Jennings)
- 2006 : "Ghetto Mindstate" (Lil' Flip feat. Lyfe Jennings)
- 2009 : "See Me Shine" (Bone Thugs-N-Harmony feat. Lyfe Jennings)

### Autres collaborations
- 2006 : "Tell Tell Tell (Stop Snitchin)" (Project Pat feat. Mr. Bigg, Lyfe Jennings & Young Jeezy)
- 2006 : "It's My Time" (Rick Ross feat. Lyfe Jennings)
- 2006 : "People Get Ready" (Alicia Keys feat. Lyfe Jennings)
- 2007 : "Give Em Hell" (Talib Kweli feat. Coi Mattison & Lyfe Jennings)
- 2007 : "Buck the World" (Young Buck feat. Lyfe Jennings)
- 2008 : "Hood Star" (Three 6 Mafia feat. Lyfe Jennings)
- 2008 : "Tryin' To Get Home" (Blood Raw feat. Lyfe Jennings)
- 2008 : "If I Die II Night" (Bun B feat. Lyfe Jennings & Young Buck)
- 2009 : "911" (Shawty Lo feat. Rick Ross, Bun B & Lyfe Jennings)
- 2009 : "Catalina" (Raekwon feat. Lyfe Jennings)
- 2009 : "See Me Shine" (Bone Thugs-N-Harmony feat. Lyfe Jennings, Phaedra & Jay Rush Jennings)
- 2009 : "Warriors" (Hussein Fatal feat. Lyfe Jennings)
- 2010 : "Make Way" (Trina feat. Lyfe Jennings)